# Буроло
Буроло (итал. Burolo) је насеље у Италији у округу Торино, региону Пијемонт.
Према процени из 2011. у насељу је живело 871 становника. Насеље се налази на надморској висини од 277 м.

## Становништво
| 1936. | 1951. | 1961. | 1971. | 1981. | 1991. | 2001. | 2011. |
| ----- | ----- | ----- | ----- | ----- | ----- | ----- | ----- |
| 826   | 749   | 872   | 986   | 1.237 | 1.322 | 1.349 | 1.228 |